# Route nationale 5 (Afrique du Sud)
Pour les articles homonymes, voir N5 et Route nationale 5.
La N5 est une des Routes nationales d'Afrique du Sud. La N5 débute à Winburg dans l'État-Libre, et se termine à Harrismith, également dans l'État-Libre.  
La route s'étend d'ouest en est entre le Gauteng et le Lesotho, reliant la N1 et la N3. Elle passe notamment à Bethlehem. Elle est le tronçon central de la route entre Durban et Bloemfontein.